# Nishiwaki

Nishiwaki (西脇市 Nishiwaki-shi?) este un municipiu din Japonia, prefectura Hyōgo.